# Beyond Ocean Avenue: Live at the Electric Factory
Beyond Ocean Avenue: Live at the Electric Factory — первый и, на данный момент, единственный видеоальбом американской поп-панк-группы Yellowcard, выпущен 12 ноября 2004 года на DVD.

## Об альбоме
В альбоме показан концерт группы в Electric Factory (Филадельфия, Пенсильвания). Также он содержит четыре спрятанных акустических видео, записанных во время их Sessions@AOL. Часть вокала в этом альбоме исполняет не вокалист Райан Ки, а скрипач Шон Маккин: он поёт куплеты в Starstruck и частично Twenty Three. В конце выступления Райан Ки разбивает свою гитару.

## Список композиций

### Live at the Electric Factory
1. Believe (альбом Ocean Avenue)
2. Miles Apart (альбом Ocean Avenue)
3. Life of a Salesman (альбом Ocean Avenue)
4. View from Heaven (альбом Ocean Avenue)
5. Avondale (альбом The Underdog EP)
6. Starstruck (альбом One For The Kids)
7. Powder (альбом The Underdog EP)
8. October Nights (альбом One For The Kids)
9. A.W.O.L. (альбом One For The Kids)
10. Empty Apartment (альбом Ocean Avenue)
11. Ocean Avenue (альбом Ocean Avenue)
12. Breathing (альбом Ocean Avenue)
13. Back Home (альбом Ocean Avenue)
14. Way Away (альбом Ocean Avenue)
15. Twenty Three (альбом Ocean Avenue)
16. Only One (альбом Ocean Avenue)
17. Behind-the-Scenes Footage (Live at the Electric Factory)
18. Interview (Live)

### Спрятанные видео
1. Empty Apartment
2. Ocean Avenue
3. Only One
4. View from Heaven

## Участники записи
- Райан Ки — вокал, ритм-гитара
- Шон Маккин — скрипка, бэк-вокал, вокал
- Бен Харпер — соло-гитара
- Питер Моузли — бас-гитара
- Лонгинью Парсонс III — ударные

## Сертификация
| Страна | Сертификация |
| ------ | ------------ |
| Канада | Золотой      |
| США    | Платиновый   |